# Lista de vice-reis de Portugal
Esta é uma lista dos vice-reis de Portugal durante o governo da dinastia filipina (1580 - 1640). Ao abrigo do que ficara estabelecido nas Cortes de Tomar de 1581, a regência do Reino de Portugal devia ser sempre confiado pelo rei a um português, ou em alternativa a um membro da Família Real. Tal foi, de uma forma geral, cumprido, tendo durante dois períodos a regência sido confiada a uma junta governativa denominada Conselho de Regência do Reino de Portugal.

## Dinastia de Habsburgo (ou Filipina)
| Nome                                                                      | Retrato           | Nascimento | Início Governo          | Fim Governo            | Casamento (s)                                                       | Morte                                          | Monarca                |
| ------------------------------------------------------------------------- | ----------------- | --- | ----------------------- | ---------------------- | ------------------------------------------------------------------- | ---------------------------------------------- | ---------------------- |
| Fernando Álvarez de Toledo y Pimentel Duque de Alba                       |                   | 29 de outubro de 1507 Piedrahíta Filho de García Álvarez de Toledo y Zúñiga e de Beatriz Pimentel y Pacheco                                         | 18 de julho de 1580     | 11 de dezembro de 1582 | María Enríquez de Toledo y Guzmán 27 de abril de 1529 quatro filhos | 11 de dezembro de 1582 Tomar 75 anos           | Filipe I (1580-1598)   |
| Cardeal Alberto de Áustria Arquiduque de Áustria                          |                   | 15 de novembro de 1559 Wiener Neustadt Filho de Maximiliano II do Sacro Império Romano-Germânico e de Maria da Áustria, Imperatriz Romano-Germânica | 11 de fevereiro de 1583 | 5 de Julho de 1593     | Isabel Clara Eugênia da Espanha 18 de abril de 1599 três filhos     | 13 de julho de 1621 Cidade de Bruxelas 61 anos | Filipe I (1580-1598)   |
| Junta governativa                                                         | Junta governativa | Junta governativa | 5 de julho de 1593      | 1598                   |                                                                     |                                                | Filipe I (1580-1598)   |
| Francisco Gómez de Sandoval y Rojas Marquês de Denia e 1.º duque de Lerma |                   | 1553 Tordesilhas Filho de Francisco Gómez de Sandoval y Zúñiga e de Isabel de Borja y Castro                                                        | 1598                    | 29 de janeiro de 1600  | Catalina de la Cerda 1577 cinco filhos                              | 17 de maio de 1625 Valladolid 72 anos          | Filipe II (1598-1621)  |
| Cristóvão de Moura e Távora 1.º marquês de Castelo Rodrigo (1.ª vez)      |                   | 1538 Lisboa Filho de Luís de Moura e de Brites de Távora                                                                                            | 29 de janeiro de 1600   | 1603                   | Margarida Corte-Real s.d. quatro filhos                             | 1613 Madrid 75 anos                            | Filipe II (1598-1621)  |
| Afonso de Castelo Branco Bispo de Coimbra e conde de Arganil (1.ª vez)    |                   | 1522 Santiago do Cacém Filho de António de Castelo Branco                                                                                           | 1603                    | 1603                   | Não se casou                                                        | 12 de maio de 1615 Coimbra 93 anos             | Filipe II (1598-1621)  |
| Cristóvão de Moura e Távora 1.º marquês de Castelo Rodrigo (2.ª vez)      |                   | 1538 Lisboa Filho de Luís de Moura e de Brites de Távora                                                                                            | 1603                    | 1603                   | Margarida Corte-Real s.d. quatro filhos                             | 1613 Madrid 75 anos                            | Filipe II (1598-1621)  |
| Afonso de Castelo Branco Bispo de Coimbra e conde de Arganil (2.ª vez)    |                   | 1522 Santiago do Cacém Filho de António de Castelo Branco                                                                                           | 1603                    | 24 de maio de 1605     | Não se casou                                                        | 12 de maio de 1615 Coimbra 93 anos             | Filipe II (1598-1621)  |
| D. Pedro de Castilho Bispo de Leiria (1.ª vez)                            |                   | ? Coimbra Filho de Diogo de Castilho e de Isabel Ilharco                                                                                            | 24 de maio de 1605      | Fevereiro de 1608      | Não se casou                                                        | 31 de março de 1615 Lisboa                     | Filipe II (1598-1621)  |
| Cristóvão de Moura e Távora 1.º marquês de Castelo Rodrigo (3.ª vez)      |                   | 1538 Lisboa Filho de Luís de Moura e de Brites de Távora                                                                                            | Fevereiro de 1608       | 1612                   | Margarida Corte-Real s.d. quatro filhos                             | 1613 Madrid 75 anos                            | Filipe II (1598-1621)  |
| D. Pedro de Castilho Bispo de Leiria (2.ª vez)                            |                   | ? Coimbra Filho de Diogo de Castilho e de Isabel Ilharco                                                                                            | 1612                    | 1612                   | Não se casou                                                        | 31 de março de 1615 Lisboa                     | Filipe II (1598-1621)  |
| D. Frei Aleixo de Menezes Arcebispo de Braga (1.ª vez)                    |                   | 25 de janeiro de 1559 Lisboa Filho de Aleixo de Meneses e de Luísa de Noronha                                                                       | 1612                    | 1615                   | Não se casou                                                        | 3 de maio de 1617 Madrid 58 anos               | Filipe II (1598-1621)  |
| D. Miguel de Castro Arcebispo de Lisboa (2.ª vez)                         |                   | 1536 Lisboa | 1615                    | 10 de maio de 1619     | Não se casou                                                        | 1 de julho de 1625 Lisboa 89 anos              | Filipe II (1598-1621)  |
| Diogo da Silva e Mendonça Conde de Salinas e marquês de Alenquer          |                   | 1564 Madrid Filho de Luís de Moura e de Brites de Távora                                                                                            | 10 de maio de 1619      | 1 de setembro de 1621  | Não se casou                                                        | 1630 Madrid 66 anos                            | Filipe II (1598-1621)  |
| Junta governativa                                                         | Junta governativa | Junta governativa | 1 de setembro de 1621   | 30 de agosto de 1623   |                                                                     |                                                | Filipe III (1621-1640) |
| Junta governativa                                                         | Junta governativa | Junta governativa | 30 de agosto de 1623    | 1631                   |                                                                     |                                                | Filipe III (1621-1640) |
| Junta governativa                                                         | Junta governativa | Junta governativa | 1631                    | Março de 1632          |                                                                     |                                                | Filipe III (1621-1640) |
| António de Ataíde 1.º Conde de Castro Daire                               |                   | c. 1564 Lisboa Filho de António de Ataíde, 2.º Conde da Castanheira e de Bárbara de Lara                                                            | 1 de abril de 1632      | 12 de maio de 1633     | Ana de Lima c. 1585 oito filhos                                     | 14 de dezembro de 1647 Lisboa 83 anos          | Filipe III (1621-1640) |
| D. João Manuel de Ataíde Arcebispo de Lisboa                              |                   | 1570 ? Filho de Nuno Manuel e de Joana de Ataíde | 12 de maio de 1633      | 4 de julho de 1633     | Não se casou                                                        | 4 de julho de 1633 Lisboa 63 anos              | Filipe III (1621-1640) |
| Diogo de Castro 2.º Conde de Basto                                        |                   | 1562 Évora Filho de Fernando de Castro e de Filipa de Mendonça                                                                                      | 1633                    | 1634                   | Maria de Távora                                                     | 1639                                           | Filipe III (1621-1640) |
| Margarida de Saboia Duquesa de Mântua                                     |                   | 28 de abril de 1589 Turim Filha de Carlos Emanuel I, Duque de Saboia e de Catarina Micaela da Áustria                                               | 23 de dezembro de 1634  | 1 de dezembro de 1640  | Francisco IV Gonzaga 19 de fevereiro de 1608 três filhos            | 26 de junho de 1656 Miranda de Ebro 68 anos    | Filipe III (1621-1640) |